# Aleksander Kłak
Aleksander Dominik Kłak (Nowy Sącz, 24 de novembro de 1970) é um ex-futebolista profissional polaco, atuava como goleiro, medalhista olímpico de prata.

## Carreira
Klak conquistou a a medalha de prata em Barcelona 1992.